# Charneca de Caparica

Localização da freguesia no concelho de Almada (antiga divisão).

Charneca de Caparica é uma vila portuguesa do Município de Almada que foi sede da extinta Freguesia de Charneca de Caparica, freguesia que tinha 23,14 km² de área, correspondendo a cerca de 35% da área do município de Almada. Segundo os Censos 2011, a freguesia possuía uma população residente de 29 763 habitantes, o que representou um aumento de cerca de 46% em relação ao Censos 2001. 
A freguesia de Charneca de Caparica foi criada em 4 de Outubro de 1985 (Lei nº 125/85) com território destacado da freguesia da Caparica. Esta freguesia foi extinta em 2013, no âmbito de uma reforma administrativa nacional, tendo sido agregada à freguesia de Sobreda para formar a União de Freguesias de Charneca de Caparica e Sobreda.
Por sua vez, a povoação da Charneca da Caparica foi elevada à categoria de vila em 2 de Julho de 1993 (Lei n. º 35/93).

## População
| 1991   | 2001   | 2011   |
| 11 316 | 20 418 | 29 763 |

Criada pela Lei n. º 125/85, de 4 de Outubro, com lugares da freguesia da Caparica
| Distribuição da população por grupos etários | Distribuição da população por grupos etários | Distribuição da população por grupos etários | Distribuição da população por grupos etários | Distribuição da população por grupos etários | Distribuição da população por grupos etários | Distribuição da população por grupos etários | Distribuição da população por grupos etários | Distribuição da população por grupos etários | Distribuição da população por grupos etários |
| -------------------------------------------- | -------------------------------------------- | -------------------------------------------- | -------------------------------------------- | -------------------------------------------- | -------------------------------------------- | -------------------------------------------- | -------------------------------------------- | -------------------------------------------- | -------------------------------------------- |
| Ano                                          | 0-14 anos                                    | 15-24 anos                                   | 25-64 anos                                   | > 65 anos                                    |                                              | 0-14 anos                                    | 15-24 anos                                   | 25-64 anos                                   | > 65 anos                                    |
| 2001                                         | 3 250                                        | 2 511                                        | 11 927                                       | 2 730                                        |                                              | 15,9%                                        | 12,3%                                        | 58,4%                                        | 13,4%                                        |
| 2011                                         | 5 414                                        | 2 832                                        | 16 784                                       | 4 733                                        |                                              | 18,2%                                        | 9,5%                                         | 56,4%                                        | 15,9%                                        |

Média do País no censo de 2001: 0/14 Anos-16,0%; 15/24 Anos-14,3%; 25/64 Anos-53,4%; 65 e mais Anos-16,4%
Média do País no censo de 2011: 0/14 Anos-14,9%; 15/24 Anos-10,9%; 25/64 Anos-55,2%; 65 e mais Anos-19,0%

## Localidades
Fazem parte da freguesia da Charneca de Caparica as seguintes localidades: 
- Aroeira
- Marisol
- Vale Bem
- Pinheirinho
- Quintinhas
- Marco Cabaço
- Vale Cavala
- Casal do Poço
- Lagoa
- Vale do Rosal
- Vale Fetal
- Quinta Nova
- Quinta do Texugo
- Palhais
- Botequim
- Barriga
- Regateira
- Quinta da Morgadinha

## Sinopse histórica[5]
Além de referências dispersas à ocupação humana em “terras de Charneca”, de um modo geral relacionadas com as situações de pastoreio e caça grossa nos prados e nos matos que constituíam a principal cobertura vegetal do território, e à incursão dos visigodos, romanos e árabes na procura do ouro lá para os lados da Lagoa, onde depois laboraram as minas da Adiça, a referência documental mais segura diz respeito ao Convento de Nossa Senhora da Rosa.
Este convento que teve inicialmente a designação de Convento da Cela-Velha foi fundado em 1410 por Mendo Gomes de Seabra em terrenos doados por D. João I para que nele fundasse um convento que albergaria eremitas religiosos de São Paulo. Toma posteriormente o nome de Convento de Nossa Senhora da Rosa devido a uma santa imagem que terá chegado intacta às imediações do convento, vinda desde o mar pelo esteiro acima num dia de forte tempestade.
Cerca de 1559 os padres da Companhia de Jesus do Colégio de Santo Antão, de Lisboa, adquirem a D. Margarida Landim de Maia, viúva de Pedro Barriga que fora guarda-mor da Casa da Moeda, terras de mato num local designado “Pico do Cardo”, no limite da freguesia de Caparica, terrenos que foram ampliados pela doação de Afonso Botelho. Aí constroem uma casa ampla que juntamente com alguns casebres já existentes vão utilizar como lugar de repouso e de convalescença para os padres professores do Colégio de Santo Antão.
Decorre o ano de 1570. Para evitar os perigos da peste que grassa em Lisboa para esta Quinta, mais tarde designada Quinta de Vale do Rosal, vem o Padre Inácio de Azevedo (actualmente beatificado pela Igreja Católica) com um esquadrão de noviços fazerem a sua preparação física e espiritual para seguirem os caminhos da evangelização do Brasil. Após cinco meses de estadia nesta Quinta partem para o Brasil, mas quando chegam às imediações das Ilhas Canárias são atacados por corsários calvinistas e martirizados. Ficaram recordados para a posteridade como os “Quarenta Mártires do Brasil”.
A partir do ano de 1570 de tantos sucessos, ou até um pouco antes, a partir de finais de 1569, Fernão Mendes Pinto terá vindo passar longos períodos de tempo na Quinta de Vale de Rosal, na Charneca de Caparica, isolando-se das suas muitas actividades que desempenhava em Almada, onde escreve de memória a sua obra máxima “Peregrinação”.
No último quartel de século XVIII muitos nobres e senhores endinheirados deixam Lisboa devido às epidemias e pestes agravadas pelas consequências do Terramoto de 1755, procurando ares lavados e puros para construírem as suas quintas. Muitas dessas quintas são construídas em terras da Charneca. Quinta de Monserrate, Quinta da Regateira e Quinta de Cima entre outras.

## Património natural

### Mata Nacional dos Medos
Na extrema sul do Município de Almada, em Charneca de Caparica, situa-se o verdadeiro pulmão de toda a região - a Mata Nacional dos Medos (Reserva Botânica da Mata Nacional dos Medos), integrada no Pinhal do Rei que faz parte da Paisagem Protegida da Arriba Fóssil da Costa de Caparica.

## Património construído

### Quinta de Vale do Rosal
A sua origem data de 1559 quando os padres da Companhia de Jesus do Colégio de Santo Antão constroem uma casa ampla e utilizam outros casebres já existentes em terras de Charneca de Caparica. A esta granja e casas é dado o nome de Quinta de Vale do Rosal destinada para convalescença dos seus doentes e para retiro espiritual
Em 1570 e durante cerca de cinco meses instalam-se nesta Quinta o Padre Inácio de Azevedo (actualmente beatificado pela Igreja Católica) com um esquadrão de noviços que aqui vêm fazer a sua preparação física e espiritual para depois seguirem os caminhos da evangelização do Brasil. Na viagem são atacados por corsários calvinistas sendo martirizados e mortos todos os religiosos que nela seguiam, a 15 de Julho de 1570.
A partir do ano de 1570, Fernão Mendes Pinto terá vindo passar longos períodos de tempo na Quinta de Vale de Rosal, na Charneca de Caparica, onde escreve de memória a sua obra máxima “Peregrinação”, obra que termina em 1578.
Cerca do ano de 1659, é levantado, por iniciativa do Padre Procurador-Geral do Brasil, um cruzeiro numa brenha da Quinta de Vale de Rosal, no local onde outrora existira uma cruz tosca de madeira.
Quando a 4 de Outubro de 1910 é declarada a Implantação da República na vila de Almada a propriedade da Quinta de Vale de Rosal é assaltada tendo sido incendiada a capela e furtado ou destruído todos os bens a que puderam deitar mão. A 16 de Outubro de 1916 um comerciante de Lisboa, de nome João Carlos, adquiriu a Quinta de Vale de Rosal em hasta pública e desde aí a Quinta de Vale Rosal manteve-se pertença das diversas gerações da família Ramalho Carlos que têm cuidado meticulosamente da sua preservação patrimonial.

### Quinta da Regateira
Foi construída em terrenos abrangidos pelo lençol freático de Vale da Rosa. Pertenceu a Domingos Rosa. Posteriormente foi de Domingos dos Santos e mais tarde de Mr. John (Senhor João, o inglês) que vendeu nos finais de século XIX a Luís Álvaro, estabelecido na Cova da Piedade, sendo actualmente propriedade dos seus herdeiros.
Tem adossada à casa principal a Ermida de Bom Jesus, devota ao Senhor do Bonfim e datada de 1746.

### Quinta de Monserrate
Originalmente conhecida por “Quinta do Banha” a que muitos chamam “Palácio do Sola”, por ter pertencido no século XIX a Francisco António Ferreira, conhecido por “Sola”, por herança dos seus avós. Tinha no seu pátio principal uma capela votiva a Nossa Senhora de Monserrate, muito embora fosse também venerada com especial devoção a imagem de S. Luís, Rei de França. A sua construção original data do terceiro quartel do século XVIII, cerca do ano de 1783.
A Quinta de Monserrate foi, posteriormente, propriedade do General Manuel António de Araújo Veiga, senhor de grande fortuna com que enriqueceu a Quinta em obras de arte.
Encontra-se hoje em dia completamente vandalizada e em precário estado de conservação.

### Quinta de Cima
Foi mandada construir de raiz no século XVIII por Feliciano Velho Oldenberg, nobre de origem austro-húngara, cavaleiro fidalgo da Casa Real e Escrivão da Mesa da Consciência no reinado de D. José I. Tinha uma ermida integrada no edifício principal votiva de São Miguel.
Aquando da queda em desgraça do Marquês de Pombal, com a morte de D. José I e a subida ao trono de D. Maria I, depois do ano de 1777, Feliciano Velho Oldenberg terá deixado a Quinta de Cima que ficou ao abandono por um longo período de tempo.
A Quinta de Cima foi propriedade de António Febrero Antunes, também conhecido por “António de Évora”, que em 2 de Junho de 1928, com João Baptista Carneiro Zagalo, haviam fundado a “Empresa de Camionetes Piedense”.
A Quinta de Cima foi posteriormente vendida ao Conde Friedrich Graf von Merveldt, de nacionalidade alemã, que mandou fazer importantes obras de restauro desde a sua aquisição em 1958 até nela habitar a partir de Julho de 1960. Nunca dispôs esta Quinta de luz eléctrica nem de água canalizada, recorrendo a um gerador a gasóleo próprio e aos poços de água existentes na propriedade.
A Quinta de Cima devido à nacionalidade do seu proprietário e à sua grande capacidade empreendedora ficou popularmente conhecida por “Quinta do Alemão”. Encontra-se em muito mau estado de conservação, degradada e abandonada.

### Outras quintas da Charneca
- Quinta do Alvarez
- Quinta dos Silvérios
- Quinta do Dominguinhos
- Quinta do Sequeira
- Quinta do Ti Joaquim Coelho
- Quinta do Caldeireiro
- Quinta de São Vicente
- Quinta do Senhor Enfermeiro
- Quinta dos Medronheiros
- Quinta do Relógio

### Monte da Cruz (Cruzeiro de Vale de Rosal)
Foi mandado levantar em 1659 pelo padre Procurador-Geral do Brasil numa brenha da Quinta de Vale do Rosal no local onde outrora existira uma cruz tosca de madeira. Tem por objectivo assinalar às gerações vindouras aqueles que pela sua fé foram martirizados e mortos, os “Quarenta Mártires do Brasil”.

## Património religioso

### Capela de Nossa Senhora da Assunção
Fica anexa à antiga residência dos padres da Companhia de Jesus, na Quinta de Vale do Rosal. Pertenceu primeiro ao Colégio de Santo Antão e, depois, ao de Campolide, ambos dos mesmos padres.
Foi mandada construir com a ajuda de Martim Gonçalves da Câmara, escrivão da puridade de D. Sebastião, e em atenção ao seu irmão padre Luiz Gonçalves que gostava muito desta Quinta. É uma capela de três altares, onde no altar-mor foi colocado um retábulo em madeira representando a Assunção da Virgem Maria, a quem a capela se tornou votiva. Os frontais dos altares feitos em azulejos tinham a data de 1568. Nos dois laterais – à direita o fundador da Ordem, Santo Inácio de Loyola, e à esquerda a viva representação do martírio do Padre Inácio de Azevedo e dos seus companheiros.
A capela de Vale do Rosal foi reedificada parcialmente no ano de 1889 e o restante no ano de 1890, à época em que era Superior o reverendíssimo Padre José da Cruz, a quem sucedeu o Padre Joaquim Abreu Campo Santo.
O fogo que foi lançado na Quinta aquando da Implantação da República destruiu praticamente a totalidade da capela, que tem vindo a ser reconstruída e recuperada pelos actuais proprietários.

### Ermida do Bom Jesus (Quinta da Regateira)
Encontra-se adossada ao edifício principal da Quinta da Regateira, na Charneca de Caparica. Tem porta para o exterior, para a antiga Estrada Real, o que pressupõe a intenção dos proprietários, pelo menos em determinadas ocasiões, de a abrirem ao povo. Tem a data de 1746 gravada no portal principal que coincide com a que está pintada em azulejos colocados na frontaria da Quinta que pertenceu a Domingos Rosa, depois a Domingos dos Santos e é, actualmente, propriedade dos herdeiros de Luís Álvaro. A ermida é devota ao Senhor do Bonfim.
No ano de 1927 a Capela do Bom Jesus, pertencente à Quinta da Regateira e a pedido do seu proprietário Luiz Álvaro e por sentença patriarcal, é erigida a oratório público sob a invocação do Senhor do Bonfim, atendendo a “que a mencionada capela satisfaz às condições exigidas pelos Sagrados Cânones”. Esta sentença é proferida pelo Cardeal D. António I com data de 19 de Outubro de 1927.
No ano de 1990 encontrava-se esta capela em avançado estado de degradação os seus proprietários tomaram a decisão de a mandar recuperar tendo os frescos existentes nas paredes e no tecto sido devidamente restaurados.

### Capela de São José
A Capela de São José, situada na rua com o mesmo nome do santo, foi mandada construir pelo Padre António Candal, capelão da Maternidade Alfredo da Costa, em terreno próprio e a expensas suas e de uma subscrição pública. Votiva de São José, foi inaugurada no ano de 1973. Além da imagem do padroeiro, na capela existem ainda as imagens do Imaculado Coração de Maria e do Sagrado Coração de Jesus, laterais ao altar-mor, e uma imagem de Santo António junto a uma escultura da aparição de Nossa Senhora de Fátima aos três pastorinhos. Esta capela está aberta ao culto público aos Sábados e Domingos.

### Igreja Paroquial da Imaculada Conceição
A Igreja Paroquial da Charneca de Caparica é votiva da Imaculada Conceição. Foi realizada a Primeira Missa em 25 de Dezembro de 1960, ainda a construção não estava totalmente terminada.
Na sequência dos acontecimentos na Índia, em 19 de Dezembro de 1961, e tendo ficado prisioneiro em Goa o jovem charnequense António Palmeirim, sua mãe prometeu se ele regressasse salvo e escorreito oferecer uma imagem de Nossa Senhora de Fátima para um altar da Igreja da Charneca de Caparica. Quando do regresso a Portugal de António Palmeirim, depois de libertado pelas tropas de Nehru, sua mãe ofereceu à Igreja, conforme havia prometido, uma magnífica imagem talhada em madeira do Brasil.

### Ermida de São Miguel
Está esta ermida adossada no espaço arquitectónico do corpo principal e residencial da Quinta de Cima. Tem porta para o pátio central de mesma. Terá sido muito rica em talha dourada de que ainda existem vestígios, embora em estado de elevada degradação. É votiva de São Miguel.
Não existindo já fisicamente recorremos a registos escritos e a recolhas orais para referenciar dois outros templos religiosos que já existiram em Charneca de Caparica.

### Igreja Conventual de Nossa Senhora da Rosa
Fazia parte do Convento de Nossa Senhora da Rosa, pertença dos frades paulistas que se estabeleceram, na Charneca de Caparica. Desta igreja existe apenas pedras que faziam parte do arco transepto, muito danificado, cravado nas paredes laterais de uma piscina que foi construída num loteamento feito nos terrenos onde outrora se situou o Convento.

### Capela de Nossa Senhora de Monserrate
Situada no pátio da Quinta de Monserrate, na Charneca de Caparica. Além da Padroeira, nela se venerava com especial devoção a imagem de São Luís, Rei de França. Na primeira metade do século XIX, pertencia a Francisco António Ferreira, conhecido por "Sola". Embora seja da tradição que a imagem de Nossa Senhora de Monserrate é uma Virgem negra, acontece que a que estava na capela da Quinta de Monserrate era a imagem de uma Virgem branca.
Durante muitos anos, antes da construção da Igreja Paroquial da Charneca de Caparica, era dada missa nesta capela com autorização do pároco do Monte de Caparica. Hoje, desta capela, poucos vestígios existem.

## Património imaterial

### Os Cabazeiros
Foi por certo para fugir à dureza do trabalho dos campos que alguém com mais imaginação e destreza manual se lançou na arte de fazer entrançados cabazes de canas, que as havia muitas nos imensos canaviais da Charneca.
Este trabalho de artesão que se realiza no seio de um número reduzido de famílias charnequenses – a dos “Rego”, a dos “Talego” e poucas mais – ganha dimensão significativa e importância no rendimento familiar quando os cabazes começam a ser vendidos para Lisboa, para os laboratórios da indústria farmacêutica que os utilizam como embalagem dos medicamentos para exportação.
Cabazeiros da Charneca
No Botequim: o Carlos do Rego e o João do Rego
Na Quinta da Bica: o Joaquim do Rego
Em Palhais: o Rui do Rego, o José Filipe Talego e o Fernando Talego
No Casal: o António do Rego e o João Talego
Fazem-se cabazes de asas torcidas e de variados formatos, cabazes propriamente ditos e canoas de diversos tamanhos. Os maiores são mandados para Lisboa e os cabazes mais pequenos utilizados para acondicionarem amoras, medronhos, figos e cachos de uva que são vendidos porta-a-porta ou nos mercados da Costa de Caparica, Cova da Piedade e de Cacilhas.
O fabrico de cabazes tem à época tamanha importância local que a empresa “Camionetes Piedense” que servia transportes públicos à população da Charneca com ligação a Cacilhas resolve colocar depois de 1953 neste percurso o carro 29, uma Berliet carroçada em França e que dispõe de uma ampla bagageira no tejadilho adequada ao transporte dos referidos cabazes com destino a Lisboa, via Cacilhas.

## Coletividades
- Amigos do Atletismo da Charneca de Caparica
- Associação de Escoteiros de Portugal - Grupo 173
- Associação de Moradores da Aroeira
- Casa do Benfica de Charneca de Caparica
- Charneca de Caparica Futebol Clube
- Clube Recreativo dos Amigos da Quinta da Saudade - CRAQS
- Clube Recreativo Charnequense - colectividade centenária (fundada em 31 de Janeiro de 1910)
- Clube de Patinagem Artística de Charneca de Caparica
- Corpo Nacional de Escutas - Agrupamento 467
- Grupo Desportivo e Recreativo da Quinta Nova
- Grupo Teatral e Folclórico da Quinta da Morgadinha
- Real Clube de Vale Cavala
- Sociedade Recreativa do Bairro da Bela Vista
- União Columbófila de Charneca de Caparica
- Vitória Clube das Quintinhas

## Instituições de Solidariedade Social
- Apoio Fraterno
- Associação Almadense "Rumo ao Futuro"
- Centro Social Comunitário e Paroquial de S. José
- Comissão Unitária de Reformados e Idosos de Charneca de Caparica - CURPIC
- Lar Padre Roberto Sequeira